# Batophila aerata
Batophila aerata (synoniem: Glyptina aerata) is een keversoort uit de familie bladkevers (Chrysomelidae). De wetenschappelijke naam van de soort werd in 1802 gepubliceerd door Thomas Marsham.